# View Point
Der View Point (englisch für Aussichtspunkt, in Argentinien Punta Visión, in Chile Punta Vista) ist ein 150 m hohes Kap an der Westseite der Einfahrt zur Duse Bay an der Südseite der Trinity-Halbinsel im Norden des Grahamlands auf der Antarktischen Halbinsel. 
Entdeckt wurde es durch eine von Johan Gunnar Andersson angeführten Gruppe während der Schwedischen Antarktisexpedition (1901–1903) unter der Leitung von Otto Nordenskjöld. Der Falkland Islands Dependencies Survey benannte die Landspitze in Anlehnung an die eindrucksvollen Panoramabilder, die während einer Vermessung des Gebiets im Jahr 1945 entstanden. 